# Ska punk
Sous-genres
Skacore
Le ska punk est un genre musical mêlant ska et punk rock. Il atteint un succès phénoménal aux États-Unis à la fin des années 1990. Le skacore est un sous-genre du ska punk, mêlant ska et punk hardcore.

## Histoire
Le ska et le punk rock sont combinés pour la première fois durant le mouvement 2 tone à la fin des années 1970 en Angleterre, par des groupes tels que The Specials, The Selecter, et The Beat ou Madness. La situation est quelque-peu différentes aux États-Unis. En effet, si le reggae est déjà présent dans la scène punk hardcore avec Bad Brains , c'est au milieu des années 1980 avec des formations comme Murphy's Law (dès 1986) et surtout Operation Ivy (dès 1987) que le mélange de ska et de punk se fera connaitre et deviendra un genre à part entière.
Cette scène musicale connaîtra une véritable explosion dans les années 1990 et se diversifiera en plusieurs sous-genres comme le skacore, le ska pop punk, le ska-rock, le bad ska et autres. Le Skapunk prendra d'abord de l'ampleur aux États-Unis via la présence fréquente de morceaux ska punk sur les albums de groupes de punk rock comme NOFX, Rancid ou The Offspring et surtout grâce à l'apparition de groupes tels que The Mighty Mighty Bosstones puis Voodoo Glow Skulls. Parallèlement à cela, le style s'internationalise relativement rapidement à partir du milieu des années 1990.
Les groupes les plus populaires du genre incluent aux États-Unis : Less Than Jake, Mad Caddies, Streetlight Manifesto, Choking Victim, Leftöver Crack, Reel Big Fish ; en Espagne le groupe Ska-P ; en Suisse, Body Bag, Huge Puppies ; en Belgique, Looking Up ; au Japon, Rude Bones ; au Mexique, Sekta Core! ; aux Pays-Bas, Beans ; au Royaume-Uni, Capdown ainsi que The Filaments ; en Allemagne, BeNuts ; en France, Kargol's, La Ruda, Les Caméléons, Marcel et son orchestre, P.O.box, The Gerbs, Freygolo, Taxi Brousse, Zero Talent ou encore Fabrika Skank et Oz One ; et au Canada, The Planet Smashers.